# Ду-Лахам
Ду-Лаха́м (Ду-Лахем) — піщаний острів в Червоному морі в архіпелазі Дахлак, належить Еритреї, адміністративно відноситься до району Дахлак регіону Семіен-Кей-Бахрі.

## Географія
Розташований на північ від острова Нора та північний захід від острова Нахалег. Має видовжену форму з півночі на південний захід. Довжина — 5 км, ширина — 1-1.5 км. Острів повністю облямований кораловими рифами.